# Iniciativa Hospital Amigo del Niño
La Iniciativa Hospital Amigo del Niño (o IHAN) (en inglés Baby Friendly Hospital Initiative, BFHI) fue iniciada en 1991 por la OMS y el Unicef, con el propósito de que las maternidades y hospitales de todo el mundo faciliten y promuevan la lactancia materna.
A partir de 2009 IHAN España ha cambiado el significado de sus siglas, significan actualmente Iniciativa para la Humanización de la Asistencia al Nacimiento y la lactancia

## Diez Requisitos
Para obtener el galardón de Hospital Amigo del Niño, el hospital debe cumplir los "Diez pasos hacia una feliz lactancia natural", lo que incluye que todos los servicios de maternidad y atención a los recién nacidos deberán:
1. Disponer de una política por escrito relativa a la lactancia natural que sistemáticamente se ponga en conocimiento de todo el personal de atención de la salud.
2. Capacitar a todo el personal de salud de forma que esté en condiciones de poner en práctica esa política.
3. Informar a todas las embarazadas de los beneficios que ofrece la lactancia natural y la forma de ponerla en práctica.
4. Ayudar a las madres a iniciar la lactancia durante la media hora siguiente al parto.
5. Mostrar a las madres cómo se debe dar de mamar al niño y cómo mantener la lactancia incluso si han de separarse de sus hijos.
6. No dar a los recién nacidos más que la leche materna, sin ningún otro alimento o bebida, a no ser que estén médicamente indicados.
7. Facilitar la cohabitación de las madres y los niños durante las 24 horas del día.
8. Fomentar la lactancia natural a demanda.
9. No dar a los niños alimentados al pecho chupadores o chupetes artificiales.
10. Fomentar el establecimiento de grupos de apoyo a la lactancia natural y procurar que las madres se pongan en contacto con ellos a su salida del hospital o clínica.